# Charlejów
Charlejów – wieś w Polsce położona w województwie lubelskim, w powiecie łukowskim, w gminie Serokomla.
| SIMC    | Nazwa    | Rodzaj    |
| ------- | -------- | --------- |
| 0686262 | Zastawie | część wsi |

Wieś szlachecka położona była w drugiej połowie XVI wieku w ziemi stężyckiej. Do 1870 istniała gmina Charlejów. W latach 1975–1998 miejscowość administracyjnie należała do województwa siedleckiego.
Wieś stanowi sołectwo w gminie Serokomla. Według Narodowego Spisu Powszechnego z roku 2011 wieś liczyła 527 mieszkańców.
Wierni Kościoła rzymskokatolickiego należą do parafii Trójcy Świętej w Jeziorzanach.